# 利奧 (明尼蘇達州)
利奧（英語：Leo）是位於美國明尼蘇達州羅索縣的一個非建制地區。

## 歷史
利奧的郵局於1897年成立，其後於1915年停運。此地得名自教宗良八世。

## 地理
利奧所處的海拔為高於海平面314米（即1030英呎），而該地所採用的時區為UTC-6，即北美中部時區（CST）。同時該地設有夏令時間，為UTC-6調快一小時，即UTC-5（CDT）。